# ۱۳ رجب
۱۳ رجب، سیزدهمین روز ماه رجب در تقویم هجری قمری است.
در تقویم هجری قمری قراردادی این روز صد و نودمین روز سال است.

## تولدها

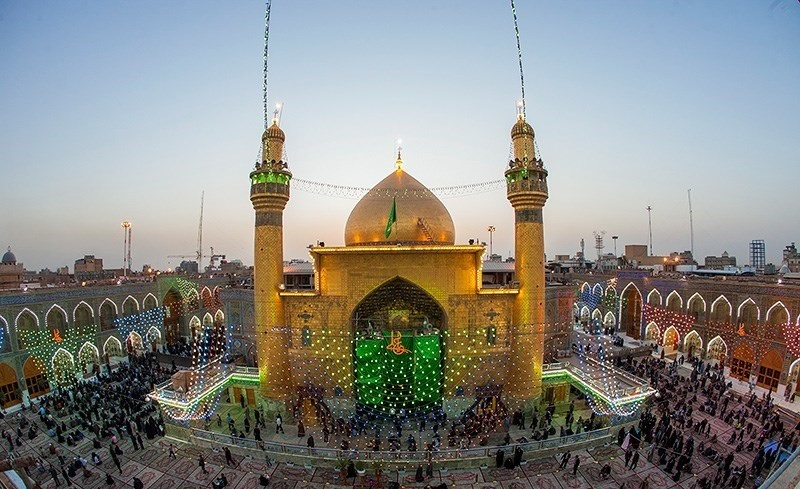
۱۳ رجب روز تولد امام اول شیعیان، علی بن ابی‌طالب، روز جشن و سرور. حرم علی بن ابی‌طالب، ١٣ رجب ١٤٣٦ (۱۲ اردیبهشت ۱۳۹۴).

- ۲۳ قبل از هجرت ‐ علی بن ابی‌طالب، چهارمین خلیفهٔ اسلام و اولین امام شیعیان، متولد سی‌اُمین سال پس از سال عام‌الفیل[۱]
- ۱۳۴۴ قمری – سید عبدالکریم موسوی اردبیلی، سیاستمدار اصلاح طلب و مرجع تقلید شیعه (۸ بهمن ۱۳۰۴)[۲]
- ۱۳۴۸ قمری – سید محمدعلی روضاتی، کتاب‌شناس و تراجم‌نگار شیعه (۲۴ آذر ۱۳۰۸)[۳]

## فوت‌ها
- ۲۷۹ قمری – محمد بن عیسی ترمذی، نویسنده و عالِم ایرانی و جمع‌آوری‌کنندهٔ حدیث (۱۸ مهر ۲۷۱)[۴]
- ۱۳۲۷ قمری – شیخ فضل‌الله نوری، روحانی مخالف مشروطه و از مجتهدان شیعه (۹ مرداد ۱۲۸۸)[۵]
- ۱۴۳۵ قمری – سید محمدباقر شیرازی، مرجع تقلید شیعه ایرانی (۲۳ اردیبهشت ۱۳۹۳)[۶]

## مناسبت‌ها
- آغاز ایام البیض ماه رجب[۷]
- آغاز مراسم سه روزه‌ی اعتکاف همگانی در مساجد ایران[۸]
- روز پدر، به مناسبت میلاد علی بن ابی‌طالب، در ایران[۹]، پاکستان، موریتانی، سومالی و سودان